# Grand Prix Belgii 2021
Grand Prix Belgii 2021, oficjalnie Formula 1 Rolex Belgian Grand Prix 2021 – dwunasta runda Mistrzostw Świata Formuły 1 w sezonie 2021. Grand Prix odbyło się w dniach 27–29 sierpnia 2021 na torze Circuit de Spa-Francorchamps w Stavelot. Wyścig wygrał po starcie z pole position Max Verstappen (Red Bull), a na podium kolejno stanęli George Russell (Williams) dla którego jest to pierwsze podium w karierze oraz Lewis Hamilton (Mercedes).
Wyścig miał się rozpocząć o godzinie 15:00 CEST w dniu 29 sierpnia, ale był wielokrotnie opóźniany z powodu silnych opadów deszczu. Podjęto pierwszą próbę rozpoczęcia wyścigu o 15:25 CEST, pokonując dwa okrążenia formujące za samochodem bezpieczeństwa, zanim procedura startu została zawieszona i wywieszono czerwone flagi. O 17:00 CEST, stewardzi skorzystali z uprawnień nadanych im na mocy artykułu 11.3.9.o Międzynarodowego Kodeksu Sportowego FIA, aby zatrzymać zegar wyścigu z powodu siły wyższej. Po ponad trzygodzinnych opóźnieniach, za samochodem bezpieczeństwa przejechano jeszcze dwa okrążenia, co pozwoliło na sklasyfikowanie wyników. Na trzecim okrążeniu, wyścig został ponownie przerwany i nie został wznowiony. Wynik wyścigu został uznany z pierwszego okrążenia, zgodnie z artykułem 51.14 Regulaminu Sportowego Formuły 1 FIA, a mianowicie na końcu pierwszego okrążenia będącego przedostatnim okrążeniem przed okrążeniem, na którym zgłoszono sygnał do zawieszenia wyścigu.
Z tylko jednym oficjalnym przejechanym okrążeniem i ukończeniem 6,880 km, jest to najkrótszy wyścig w historii tego sportu, bijący poprzednie rekordy pod względem najmniej przejechanych kilometrów podczas Grand Prix Australii 1991 (w którym zawodnicy przejechali ponad 52,920 km i 14 okrążeń) oraz pod względem najmniejszej liczby okrążeń podczas Grand Prix Niemiec 1971 (który trwał 12 okrążeń).

## Lista startowa
| Nr          | Kierowca           | Zespół                                  | Samochód                          | Silnik                      | Opony |
| ----------- | ------------------ | --------------------------------------- | --------------------------------- | --------------------------- | ----- |
| 3           | Daniel Ricciardo   | McLaren F1 Team                         | McLaren MCL35M                    | Mercedes-AMG F1 M12 1,6 V6T | P     |
| 4           | Lando Norris       | McLaren F1 Team                         | McLaren MCL35M                    | Mercedes-AMG F1 M12 1,6 V6T | P     |
| 5           | Sebastian Vettel   | Aston Martin Cognizant Formula One Team | Aston Martin AMR21                | Mercedes-AMG F1 M12 1,6 V6T | P     |
| 6           | Nicholas Latifi    | Williams Racing                         | Williams FW43B                    | Mercedes-AMG F1 M12 1,6 V6T | P     |
| 7           | Kimi Räikkönen     | Alfa Romeo Racing ORLEN                 | Alfa Romeo C41                    | Ferrari 065/6 1,6 V6T       | P     |
| 9           | Nikita Mazepin     | Uralkali Haas F1 Team                   | Haas VF-21                        | Ferrari 065/6 1,6 V6T       | P     |
| 10          | Pierre Gasly       | Scuderia AlphaTauri Honda               | AlphaTauri AT02                   | Honda RA621H 1,6 V6T        | P     |
| 11          | Sergio Pérez       | Red Bull Racing Honda                   | Red Bull RB16B                    | Honda RA621H 1,6 V6T        | P     |
| 14          | Fernando Alonso    | Alpine F1 Team                          | Alpine A521                       | Renault E-Tech 20B 1,6 V6T  | P     |
| 16          | Charles Leclerc    | Scuderia Ferrari Mission Winnow         | Ferrari SF21                      | Ferrari 065/6 1,6 V6T       | P     |
| 18          | Lance Stroll       | Aston Martin Cognizant Formula One Team | Aston Martin AMR21                | Mercedes-AMG F1 M12 1,6 V6T | P     |
| 22          | Yūki Tsunoda       | Scuderia AlphaTauri Honda               | AlphaTauri AT02                   | Honda RA621H 1,6 V6T        | P     |
| 31          | Esteban Ocon       | Alpine F1 Team                          | Alpine A521                       | Renault E-Tech 20B 1,6 V6T  | P     |
| 33          | Max Verstappen     | Red Bull Racing Honda                   | Red Bull RB16B                    | Honda RA621H 1,6 V6T        | P     |
| 44          | Lewis Hamilton     | Mercedes-AMG Petronas Formula One Team  | Mercedes-AMG F1 W12 E Performance | Mercedes-AMG F1 M12 1,6 V6T | P     |
| 47          | Mick Schumacher    | Uralkali Haas F1 Team                   | Haas VF-21                        | Ferrari 065/6 1,6 V6T       | P     |
| 55          | Carlos Sainz Jr.   | Scuderia Ferrari Mission Winnow         | Ferrari SF21                      | Ferrari 065/6 1,6 V6T       | P     |
| 63          | George Russell     | Williams Racing                         | Williams FW43B                    | Mercedes-AMG F1 M12 1,6 V6T | P     |
| 77          | Valtteri Bottas    | Mercedes-AMG Petronas Formula One Team  | Mercedes-AMG F1 W12 E Performance | Mercedes-AMG F1 M12 1,6 V6T | P     |
| 99          | Antonio Giovinazzi | Alfa Romeo Racing ORLEN                 | Alfa Romeo C41                    | Ferrari 065/6 1,6 V6T       | P     |
| Źródło: FIA |                    |                                         |                                   |                             |       |

## Wyniki

### Zwycięzcy sesji treningowych
| Sesja       | Nr | Kierowca        | Konstruktor | Czas     | Okr. |
| ----------- | -- | --------------- | ----------- | -------- | ---- |
| 1           | 77 | Valtteri Bottas | Mercedes    | 1:45,199 | 18   |
| 2           | 33 | Max Verstappen  | Red Bull    | 1:44,472 | 12   |
| 3           | 33 | Max Verstappen  | Red Bull    | 1:56,924 | 10   |
| Źródło: FIA |    |                 |             |          |      |

### Kwalifikacje
| P                    | Nr | Kierowca           | Konstruktor           | Czasy w kwalifikacjach | Czasy w kwalifikacjach | Czasy w kwalifikacjach | Poz. s. |
| P                    | Nr | Kierowca           | Konstruktor           | Q1                     | Q2                     | Q3                     | Poz. s. |
| -------------------- | -- | ------------------ | --------------------- | ---------------------- | ---------------------- | ---------------------- | ------- |
| 1                    | 33 | Max Verstappen     | Red Bull Racing-Honda | 1:58,717               | 1:56,559               | 1:59,765               | 1       |
| 2                    | 63 | George Russell     | Williams-Mercedes     | 1:59,864               | 1:56,950               | 2:00,086               | 2       |
| 3                    | 44 | Lewis Hamilton     | Mercedes              | 1:59,218               | 1:56,229               | 2:00,099               | 3       |
| 4                    | 3  | Daniel Ricciardo   | McLaren-Mercedes      | 2:01,583               | 1:57,127               | 2:00,864               | 4       |
| 5                    | 5  | Sebastian Vettel   | Aston Martin-Mercedes | 2:00,175               | 1:56,814               | 2:00,935               | 5       |
| 6                    | 10 | Pierre Gasly       | AlphaTauri-Honda      | 2:00,387               | 1:56,440               | 2:01,164               | 6       |
| 7                    | 11 | Sergio Pérez       | Red Bull Racing-Honda | 1:59,334               | 1:56,886               | 2:02,112               | 7       |
| 8                    | 77 | Valtteri Bottas    | Mercedes              | 1:59,870               | 1:56,295               | 2:02,502               | 13      |
| 9                    | 31 | Esteban Ocon       | Alpine-Renault        | 2:01,824               | 1:57,354               | 2:03,513               | 8       |
| 10                   | 4  | Lando Norris       | McLaren-Mercedes      | 1:58,301               | 1:56,025               | —                      | 14      |
| 11                   | 16 | Charles Leclerc    | Ferrari               | 2:00,728               | 1:57,721               |                        | 9       |
| 12                   | 6  | Nicholas Latifi    | Williams-Mercedes     | 2:00,966               | 1:58,056               |                        | 10      |
| 13                   | 55 | Carlos Sainz Jr.   | Ferrari               | 2:01,184               | 1:58,137               |                        | 11      |
| 14                   | 14 | Fernando Alonso    | Alpine-Renault        | 2:01,653               | 1:58,205               |                        | 12      |
| 15                   | 18 | Lance Stroll       | Aston Martin-Mercedes | 2:01,597               | 1:58,231               |                        | 19      |
| 16                   | 99 | Antonio Giovinazzi | Alfa Romeo-Ferrari    | 2:02,306               |                        |                        | 15      |
| 17                   | 22 | Yūki Tsunoda       | AlphaTauri-Honda      | 2:02,413               |                        |                        | 16      |
| 18                   | 47 | Mick Schumacher    | Haas-Ferrari          | 2:03,973               |                        |                        | 17      |
| 19                   | 7  | Kimi Räikkönen     | Alfa Romeo-Ferrari    | 2:04,452               |                        |                        | PL      |
| 20                   | 9  | Nikita Mazepin     | Haas-Ferrari          | 2:04,939               |                        |                        | 18      |
| 107% czasu: 2:06,582 |    |                    |                       |                        |                        |                        |         |
| Źródło: FIA          |    |                    |                       |                        |                        |                        |         |

Uwagi
1. ↑  Valtteri Bottas otrzymał karę cofnięcia o 5 pozycji za spowodowanie kolizji w poprzedniej rundzie[6].
2. ↑  Lando Norris otrzymał karę cofnięcia o 5 pozycji za nieplanowaną zmianę skrzyni biegów[7].
3. ↑  Lance Stroll otrzymał karę cofnięcia o 5 pozycji za spowodowanie kolizji w poprzedniej rundzie[8].
4. ↑  Kimi Räikkönen został zmuszony do startu z alei serwisowej za wymianę tylnego skrzydła z inną specyfikacją[9].

### Wyścig
| P           | Nr | Kierowca           | Konstruktor           | Okr. | Czas     | Start | +/–       | Punkty |
| ----------- | -- | ------------------ | --------------------- | ---- | -------- | ----- | --------- | ------ |
| 1           | 33 | Max Verstappen     | Red Bull Racing-Honda | 1    | 3:27,071 | 1     | Bez zmian | 12,5   |
| 2           | 63 | George Russell     | Williams-Mercedes     | 1    | +1,995   | 2     | Bez zmian | 9      |
| 3           | 44 | Lewis Hamilton     | Mercedes              | 1    | +2,601   | 3     | Bez zmian | 7,5    |
| 4           | 3  | Daniel Ricciardo   | McLaren-Mercedes      | 1    | +4,496   | 4     | Bez zmian | 6      |
| 5           | 5  | Sebastian Vettel   | Aston Martin-Mercedes | 1    | +7,479   | 5     | Bez zmian | 5      |
| 6           | 10 | Pierre Gasly       | AlphaTauri-Honda      | 1    | +10,177  | 6     | Bez zmian | 4      |
| 7           | 31 | Esteban Ocon       | Alpine-Renault        | 1    | +11,579  | 8     | 1         | 3      |
| 8           | 16 | Charles Leclerc    | Ferrari               | 1    | +12,608  | 9     | 1         | 2      |
| 9           | 6  | Nicholas Latifi    | Williams-Mercedes     | 1    | +15,485  | 10    | 1         | 1      |
| 10          | 55 | Carlos Sainz Jr.   | Ferrari               | 1    | +16,166  | 11    | 1         | 0,5    |
| 11          | 14 | Fernando Alonso    | Alpine-Renault        | 1    | +20,590  | 12    | 1         |        |
| 12          | 77 | Valtteri Bottas    | Mercedes              | 1    | +22,414  | 13    | 1         |        |
| 13          | 99 | Antonio Giovinazzi | Alfa Romeo-Ferrari    | 1    | +24,163  | 14    | 1         |        |
| 14          | 4  | Lando Norris       | McLaren-Mercedes      | 1    | +27,110  | 15    | 1         |        |
| 15          | 22 | Yūki Tsunoda       | AlphaTauri-Honda      | 1    | +28,329  | 16    | 1         |        |
| 16          | 47 | Mick Schumacher    | Haas-Ferrari          | 1    | +29,507  | 17    | 1         |        |
| 17          | 9  | Nikita Mazepin     | Haas-Ferrari          | 1    | +31,993  | 18    | 1         |        |
| 18          | 7  | Kimi Räikkönen     | Alfa Romeo-Ferrari    | 1    | +36,054  | PL    | 2         |        |
| 19          | 11 | Sergio Pérez       | Red Bull Racing-Honda | 1    | +38,205  | PL    | 1         |        |
| 20          | 18 | Lance Stroll       | Aston Martin-Mercedes | 1    | +44,108  | 19    | 1         |        |
| Źródło: FIA |    |                    |                       |      |          |       |           |        |

Uwagi
1. ↑  Została przyznana tylko połowa punktów, ponieważ kierowcy nie zdołali przejechać więcej niż 75% dystansu wyścigu.
2. ↑  Sergio Pérez zakwalifikował się na siódmym miejscu, ale pozycja na starcie pozostała wolna z powodu wypadku, który miał miejsce, gdy jechał na pole startowe. Gdy jego mechanicy naprawili jego samochód, pozwolono mu rozpocząć wyścig z alei serwisowej.
3. ↑  Lance Stroll ukończył wyścig na osiemnastym miejscu, ale otrzymał karę 10 sekund doliczonych do uzyskanego czasu za wymianę tylnego skrzydła podczas czerwonej flagi[12].

### Najszybsze okrążenie
| Nr                          | Kierowca | Konstruktor | Czas | Okr. |
| --------------------------- | -------- | ----------- | ---- | ---- |
| Brak najszybszego okrążenia |          |             |      |      |
| Źródło: FIA                 |          |             |      |      |

### Prowadzenie w wyścigu
| Nr                              | Kierowca       | Konstruktor | Okrążenia | Suma |
| ------------------------------- | -------------- | ----------- | --------- | ---- |
| 33                              | Max Verstappen | Red Bull    | 1         | 1    |
| \| Wykres \| \| ------ \| \| \| |                |             |           |      |
| Źródło: FIA                     |                |             |           |      |
| Wykres                          |                |             |           |      |
|                                 |                |             |           |      |

## Klasyfikacja po wyścigu

### Kierowcy
Źródło: FIA
| P  | +/− | Kierowca           | Starty | Punkty | P1 | P2 | P3 | PP | NO | NS |
| -- | --- | ------------------ | ------ | ------ | -- | -- | -- | -- | -- | -- |
| 1  | 0   | Lewis Hamilton     | 12     | 202,5  | 4  | 4  | 1  | 3  | 3  | –  |
| 2  | 0   | Max Verstappen     | 12     | 199,5  | 6  | 3  | –  | 5  | 4  | 1  |
| 3  | 0   | Lando Norris       | 12     | 113    | –  | –  | 3  | –  | –  | 1  |
| 4  | 0   | Valtteri Bottas    | 12     | 108    | –  | 1  | 5  | 1  | 2  | 3  |
| 5  | 0   | Sergio Pérez       | 12     | 104    | 1  | –  | 1  | –  | 1  | 1  |
| 6  | 0   | Carlos Sainz Jr.   | 12     | 83,5   | –  | 1  | 1  | –  | –  | –  |
| 7  | 0   | Charles Leclerc    | 12     | 82     | –  | 1  | –  | 2  | –  | 2  |
| 8  | +1  | Daniel Ricciardo   | 12     | 56     | –  | –  | –  | –  | –  | –  |
| 9  | −1  | Pierre Gasly       | 12     | 54     | –  | –  | 1  | –  | 1  | 1  |
| 10 | 0   | Esteban Ocon       | 12     | 42     | 1  | –  | –  | –  | –  | 2  |
| 11 | 0   | Fernando Alonso    | 12     | 38     | –  | –  | –  | –  | –  | 1  |
| 12 | 0   | Sebastian Vettel   | 12     | 35     | –  | 1  | –  | –  | –  | 2  |
| 13 | 0   | Yūki Tsunoda       | 12     | 18     | –  | –  | –  | –  | –  | 1  |
| 14 | 0   | Lance Stroll       | 12     | 18     | –  | –  | –  | –  | –  | 2  |
| 15 | +1  | George Russell     | 12     | 13     | –  | 1  | –  | –  | –  | 2  |
| 16 | −1  | Nicholas Latifi    | 12     | 7      | –  | –  | –  | –  | –  | 1  |
| 17 | 0   | Kimi Räikkönen     | 12     | 2      | –  | –  | –  | –  | –  | 1  |
| 18 | 0   | Antonio Giovinazzi | 12     | 1      | –  | –  | –  | –  | –  | –  |
| 19 | 0   | Mick Schumacher    | 12     | 0      | –  | –  | –  | –  | –  | –  |
| 20 | 0   | Nikita Mazepin     | 12     | 0      | –  | –  | –  | –  | –  | 2  |
| P  | +/− | Kierowca           | Starty | Punkty | P1 | P2 | P3 | PP | NO | NS |

### Konstruktorzy
Źródło: FIA
| P  | +/− | Konstruktor               | Starty | Punkty | P1 | P2 | P3 | PP | NO | NS |
| -- | --- | ------------------------- | ------ | ------ | -- | -- | -- | -- | -- | -- |
| 1  | 0   | Mercedes                  | 24     | 310,5  | 4  | 5  | 6  | 4  | 5  | 3  |
| 2  | 0   | Red Bull Racing-Honda     | 24     | 303,5  | 7  | 3  | 1  | 6  | 5  | 2  |
| 3  | +1  | McLaren-Mercedes          | 24     | 169    | –  | –  | 3  | –  | –  | 1  |
| 4  | −1  | Ferrari                   | 24     | 165,5  | –  | 2  | 1  | 2  | –  | 2  |
| 5  | 0   | Alpine-Renault            | 24     | 80     | 1  | –  | –  | –  | –  | 3  |
| 6  | 0   | Scuderia AlphaTauri-Honda | 24     | 72     | –  | –  | 1  | –  | 1  | 2  |
| 7  | 0   | Aston Martin-Mercedes     | 24     | 53     | –  | 1  | –  | –  | –  | 4  |
| 8  | 0   | Williams-Mercedes         | 24     | 20     | –  | 1  | –  | –  | –  | 3  |
| 9  | 0   | Alfa Romeo Racing-Ferrari | 24     | 3      | –  | –  | –  | –  | –  | 1  |
| 10 | 0   | Haas-Ferrari              | 24     | 0      | –  | –  | –  | –  | –  | 2  |
| P  | +/− | Konstruktor               | Starty | Punkty | P1 | P2 | P3 | PP | NO | NS |